# Omastiná
Omastiná est un village de Slovaquie situé dans la région de Trenčín.

## Histoire
Première mention écrite du village en 1598.

## Démographie

### Évolution de la population
| Année:               | 1994. | 2004.    | 2014.   | 2024.   |
| -------------------- | ----- | -------- | ------- | ------- |
| Nombre de personnes: | 80    | 43       | 39      | 42      |
| Différence:          |       | -46,25 % | -9,30 % | +7,69 % |

| Année:               | 2023. | 2024.   |
| -------------------- | ----- | ------- |
| Nombre de personnes: | 41    | 42      |
| Différence:          |       | +2,43 % |